# Calamus caryotoides
Calamus caryotoides là loài thực vật có hoa thuộc họ Arecaceae. Loài này được A.Cunn. ex Mart. mô tả khoa học đầu tiên năm 1838.